# Algonquin (Illinois)
Algonquin es una villa ubicada en el condado de McHenry en el estado estadounidense de Illinois. En el Censo de 2010 tenía una población de 30046 habitantes y una densidad poblacional de 935,1 personas por km².

## Geografía
Algonquin se encuentra ubicada en las coordenadas 42°9′45″N 88°18′56″O / 42.16250, -88.31556. Según la Oficina del Censo de los Estados Unidos, Algonquin tiene una superficie total de 32.13 km², de la cual 31.67 km² corresponden a tierra firme y (1.45%) 0.47 km² es agua.

## Demografía
Según el censo de 2010, había 30046 personas residiendo en Algonquin. La densidad de población era de 935,1 hab./km². De los 30046 habitantes, Algonquin estaba compuesto por el 87.25% blancos, el 1.75% eran afroamericanos, el 0.19% eran amerindios, el 7.25% eran asiáticos, el 0.04% eran isleños del Pacífico, el 1.8% eran de otras razas y el 1.72% pertenecían a dos o más razas. Del total de la población el 6.81% eran hispanos o latinos de cualquier raza.